# Campeonato Carioca 2017
El Campeonato Carioca de 2017 es la edición 119.ª del principal campeonato de clubes de fútbol del Estado de Río de Janeiro. El torneo es organizado por la Federação de Futebol do Estado do Rio de Janeiro (FFERJ) y está entre los torneos más importantes del país. Para esta edición, el campeonato se extiende desde el 11 de enero hasta el 7 de mayo. Concede cuatro cupos a la Copa de Brasil 2018 y tres más al Campeonato Brasileño de Serie D para equipos que no pertenezcan a ninguna de las demás categorías.
Actualmente, el torneo cuenta con dos rondas: la Taça Guanabara y la Taça Río, aunque existen torneos adicionales. La existencia de estos torneos depende de la organización para cada edición.

## Sistema de juego
Para la edición del 2017, se vuelve a modificar el sistema de juego del campeonato teniendo tres fases: la preliminar, la principal y la final.
En la primera fase (o fase preliminar), se enfrentan los cuatro peores equipos del Campeonato Carioca 2016 y los dos equipos recién ascendidos. Los dos equipos mejor ubicados clasificarán a la fase principal mientras que los otros cuatro disputaran el cuadrangular de descenso, en el cual, los dos peores equipos descenderán. Por motivos de organización del campeonato, este grupo se define como Grupo A.
En la fase principal, se juegan la Taça Guanabara y la Taça Río manteniendo la forma de disputa en ambas ruedas del campeonato. Se establecieron dos grupos de 6 equipos cada uno de los cuales Vasco da Gama y Botafogo fueron las cabezas de los mismos (grupo B y grupo C). Los equipos se enfrentaran entre sus rivales del mismo grupo y se clasificarán dos equipos de cada grupo a jugar las semifinales y la final para definir la Taça Guanabara. Para definir el campeón de la Taça Río, se mantienen los grupos pero los equipos se enfrentarán a sus rivales del otro grupo. Las semifinales y la final de ambos torneos se jugarán a partido único.
En la fase final, los dos mejores equipos de la tabla general, el campeón de la Taça Guanabara y el campeón de la Taça Río jugarán las semifinales y la final del campeonato. Se jugará a partido único las semifinales mientras que la final será en juegos de ida y vuelta.

### Criterios de desempate
En caso de empate en las fases preliminar o principal, se sigue el siguiente orden:
1. Número de partidos ganados.
2. Diferencia de gol.
3. Número de goles marcados.
4. Resultado del duelo directo entre los clubes (se excluye para la Taça Río).
5. Número de tarjetas amarillas o rojas.
6. Sorteo.

En caso de empate en las semifinales o final de cualquiera de las definiciones de los torneos, se sigue el siguiente orden:
1. Diferencia de gol (sólo aplica para la definición del campeonato).
2. Tiros desde el punto penal.

## Equipos participantes

### Ascensos y descensos
| Pos. | Descendidos en la temporada 2016 |
| ---- | -------------------------------- |
| 15.º | Friburguense                     |
| 16.º | América                          |

| Pos. | Ascendidos de la Serie A2 - 2016 |
| ---- | -------------------------------- |
| 1.º  | Nova Iguaçu                      |
| 2.º  | Campos                           |

### Información de los equipos
| Equipo           | Ciudad                | Estadio             | Capacidad | Posición 2015 |
| ---------------- | --------------------- | ------------------- | --------- | ------------- |
| Bangu            | Río de Janeiro        | Moça Bonita         | 9 024     | 7.º           |
| Boavista         | Saquarema             | Eucy Resende        | 3 339     | 6°            |
| Bonsucesso       | Río de Janeiro        | Leônidas da Silva   | 13 000    | 14°           |
| Botafogo         | Río de Janeiro        | Nilton Santos       | 23 668    | 2.º           |
| Cabofriense      | Cabo Frío             | Alair Corrêa        | 4 200     | 13°           |
| Campos           | Campos dos Goytacazes | Ary de Oliveira     | 5 800     | 2° (Serie B)  |
| Flamengo         | Río de Janeiro        | Maracanã            | 78 838    | 4°            |
| Fluminense       | Río de Janeiro        | Maracanã            | 78 838    | 3°            |
| Macaé            | Macaé                 | Moacyrzão           | 15 000    | 10°           |
| Madureira        | Río de Janeiro        | Conselheiro Galvão  | 5 062     | 8°            |
| Nova Iguaçu      | Nova Iguaçu           | Laranjão            | 1 810     | 1° (Serie B)  |
| Portuguesa       | Río de Janeiro        | Luso Brasileiro     | 5 600     | 12.º          |
| Resende          | Resende               | Trabalhador         | 4 600     | 9°            |
| Tigres do Brasil | Duque de Caxias       | Los Lários          | 8 000     | 11°           |
| Vasco da Gama    | Río de Janeiro        | São Januario        | 24 585    | 1°            |
| Volta Redonda    | Volta Redonda         | Raulino de Oliveira | 20 255    | 5°            |

## Fase preliminar

### Grupo A
| Pos. | Equipos          | PJ | PG | PE | PP | GF | GC | Dif. | Pts. |
| ---- | ---------------- | -- | -- | -- | -- | -- | -- | ---- | ---- |
| 1.   | Portuguesa       | 5  | 3  | 1  | 1  | 5  | 5  | 0    | 10   |
| 2.   | Nova Iguaçu      | 5  | 2  | 2  | 1  | 11 | 7  | +4   | 8    |
| 3.   | Cabofriense      | 5  | 2  | 2  | 1  | 10 | 7  | +3   | 8    |
| 4.   | Campos           | 5  | 1  | 3  | 1  | 6  | 6  | 0    | 6    |
| 5.   | Tigres do Brasil | 5  | 1  | 2  | 2  | 7  | 8  | -1   | 5    |
| 6.   | Bonsucesso       | 5  | 0  | 2  | 3  | 4  | 10 | -6   | 2    |

|  |                                           |
|  | Clasificados a la fase principal.         |
|  | Clasificados al cuadrangular de descenso. |

- El equipo mejor ubicado será parte del grupo C mientras que el segundo mejor ubicado será parte del grupo D de la fase principal.[2]

### Resultados
- Los estadios y horarios de cada juego se encuentran en el fixture publicado por la FFERJ.[3]

- La hora de cada encuentro corresponde al huso horario correspondiente al Estado de Río de Janeiro (UTC-5).

| Campos           | 1 - 1 | Bonsucesso  | Antônio Ferreira | 11 de enero | 16:30 |
| Portuguesa       | 0 - 0 | Nova Iguaçu | Bariri           | 11 de enero | 16:30 |
| Tigres do Brasil | 2 - 2 | Cabofriense | Los Lários       | 12 de enero | 10:00 |

| Cabofriense | 0 - 1 | Campos           | Eduardo Guinle | 14 de enero | 16:30 |
| Nova Iguaçu | 2 - 0 | Tigres do Brasil | Laranjão       | 14 de enero | 16:30 |
| Bonsucesso  | 0 - 1 | Portuguesa       | Los Lários     | 14 de enero | 16:30 |

| Campos           | 2 - 2 | Nova Iguaçu | Antônio Ferreira | 18 de enero | 16:30 |
| Cabofriense      | 1 - 1 | Bonsucesso  | Eduardo Guinle   | 18 de enero | 16:30 |
| Tigres do Brasil | 1 - 2 | Portuguesa  | Los Lários       | 18 de enero | 16:30 |

| Bonsucesso  | 0 - 2 | Tigres do Brasil | Bariri   | 21 de enero | 10:00 |
| Portuguesa  | 1 - 0 | Campos           | Bariri   | 21 de enero | 16:30 |
| Nova Iguaçu | 2 - 3 | Cabofriense      | Laranjão | 21 de enero | 16:30 |

| Campos      | 2 - 2 | Tigres do Brasil | Antônio Ferreira | 24 de enero | 16:30 |
| Cabofriense | 4 - 1 | Portuguesa       | Eduardo Guinle   | 24 de enero | 16:30 |
| Bonsucesso  | 2 - 5 | Nova Iguaçu      | Bariri           | 24 de enero | 16:30 |

## Fase principal

### Taça Guanabara

#### Grupo B
| Pos. | Equipos     | PJ | PG | PE | PP | GF | GC | Dif. | Pts. |
| ---- | ----------- | -- | -- | -- | -- | -- | -- | ---- | ---- |
| 1.   | Flamengo    | 5  | 5  | 0  | 0  | 17 | 2  | +15  | 15   |
| 2.   | Madureira   | 5  | 3  | 1  | 1  | 5  | 5  | 0    | 10   |
| 3.   | Botafogo    | 5  | 2  | 1  | 2  | 7  | 8  | -1   | 7    |
| 4.   | Nova Iguaçu | 5  | 1  | 3  | 1  | 5  | 7  | -2   | 6    |
| 5.   | Boavista    | 5  | 1  | 1  | 3  | 6  | 9  | -3   | 4    |
| 6.   | Macaé       | 5  | 0  | 0  | 5  | 3  | 12 | -9   | 0    |

|  |                                                   |
|  | Clasificados a la semifinal de la Taça Guanabara. |
|  | Eliminados.                                       |

##### Resultados
- Los estadios y horarios de cada juego se encuentran en el fixture publicado por la FFERJ.[4]

- La hora de cada encuentro corresponde al huso horario correspondiente al Estado de Río de Janeiro (UTC-5).

| Botafogo | 1 - 1 | Nova Iguaçu | Nilton Santos   | 28 de enero | 17:00 |
| Flamengo | 4 - 1 | Boavista    | Arena das Dunas | 28 de enero | 19:30 |
| Macaé    | 1 - 2 | Madureira   | Eduardo Guinle  | 29 de enero | 19:30 |

| Madureira | 2 - 0 | Botafogo    | Moça Bonita         | 25 de enero  | 16:30 |
| Boavista  | 1 - 1 | Nova Iguaçu | Elcy Resende        | 1 de febrero | 16:30 |
| Flamengo  | 3 - 0 | Macaé       | Raulino de Oliveira | 1 de febrero | 19:30 |

| Nova Iguaçu | 0 - 4 | Flamengo  | Moça Bonita   | 4 de febrero | 16:30 |
| Boavista    | 0 - 1 | Madureira | Elcy Resende  | 4 de febrero | 16:30 |
| Botafogo    | 2 - 1 | Macaé     | Nilton Santos | 4 de febrero | 19:30 |

| Madureira | 0 - 0 | Nova Iguaçu | Conselheiro Galvão | 11 de febrero | 16:30 |
| Macaé     | 0 - 2 | Boavista    | Eduardo Guinle     | 11 de febrero | 19:30 |
| Botafogo  | 1 - 2 | Flamengo    | Nilton Santos      | 12 de febrero | 19:30 |

| Nova Iguaçu | 3 - 1 | Macae     | Moça Bonita         | 18 de febrero | 13:30 |
| Flamengo    | 4 - 0 | Madureira | Raulino de Oliveira | 19 de febrero | 15:00 |
| Boavista    | 2 - 3 | Botafogo  | Elcy Resende        | 19 de febrero | 15:00 |

#### Grupo C
| Pos. | Equipos       | PJ | PG | PE | PP | GF | GC | Dif. | Pts. |
| ---- | ------------- | -- | -- | -- | -- | -- | -- | ---- | ---- |
| 1.   | Fluminense    | 5  | 5  | 0  | 0  | 14 | 0  | +14  | 15   |
| 2.   | Vasco da Gama | 5  | 3  | 0  | 2  | 6  | 6  | 0    | 9    |
| 3.   | Volta Redonda | 5  | 1  | 3  | 1  | 7  | 9  | -2   | 6    |
| 4.   | Bangu         | 5  | 1  | 2  | 2  | 5  | 10 | -5   | 5    |
| 5.   | Resende       | 5  | 1  | 1  | 3  | 5  | 6  | -1   | 4    |
| 6.   | Portuguesa    | 5  | 0  | 2  | 3  | 5  | 11 | -6   | 2    |

|  |                                                   |
|  | Clasificados a la semifinal de la Taça Guanabara. |
|  | Eliminados.                                       |

##### Resultados
- Los estadios y horarios de cada juego se encuentran en el fixture publicado por la FFERJ.[4]

- La hora de cada encuentro corresponde al huso horario correspondiente al Estado de Río de Janeiro (UTC-5).

| Resende       | 2 - 2 | Volta Redonda | Trabalhador   | 28 de enero | 16:30 |
| Bangu         | 2 - 2 | Portuguesa    | Moça Bonita   | 29 de enero | 16:30 |
| Vasco da Gama | 0 - 3 | Fluminense    | Nilton Santos | 29 de enero | 17:00 |

| Fluminense    | 1 - 0 | Resende       | Moça Bonita         | 1 de febrero | 16:30 |
| Bangu         | 1 - 3 | Vasco da Gama | Moça Bonita         | 2 de febrero | 16:30 |
| Volta Redonda | 3 - 3 | Portuguesa    | Raulino de Oliveira | 2 de febrero | 19:30 |

| Vasco da Gama | 2 - 1 | Resende    | São Januario        | 5 de febrero | 17:00 |
| Portuguesa    | 0 - 3 | Fluminense | Los Lários          | 5 de febrero | 19:30 |
| Volta Redonda | 1 - 1 | Bangu      | Raulino de Oliveira | 6 de febrero | 20:00 |

| Portuguesa    | 0 - 2 | Resende       | Bariri              | 12 de febrero | 16:30 |
| Fluminense    | 4 - 0 | Bangu         | Los Lários          | 12 de febrero | 17:00 |
| Volta Redonda | 1 - 0 | Vasco da Gama | Raulino de Oliveira | 12 de febrero | 19:30 |

| Vasco da Gama | 1 - 0 | Portuguesa    | São Januario | 18 de febrero | 13:30 |
| Resende       | 0 - 1 | Bangu         | Trabalhador  | 18 de febrero | 13:30 |
| Fluminense    | 3 - 0 | Volta Redonda | Maracanã     | 18 de febrero | 14:00 |

#### Fase final
|  | Semifinales   | Semifinales   |            |          | Final      | Final      |  |
|  | 25 de febrero | 25 de febrero |            |          | 5 de marzo | 5 de marzo |  |
|  |               |               |            |          |            |            |  |
|  |               |               |            |          |            |            |  |
|  | Flamengo      | 1             |            |          |            |            |  |
|  | Flamengo      | 1             |            |          |            |            |  |
|  | Vasco da Gama | 0             |            |          |            |            |  |
|  | Vasco da Gama | 0             |            | Flamengo | 3 (2)      |            |  |
|  |               |               |            | Flamengo | 3 (2)      |            |  |
|  |               |               | Fluminense | 3 (4)    |            |            |  |
|  | Fluminense    | 0             | Fluminense | 3 (4)    |            |            |  |
|  | Fluminense    | 0             |            |          |            |            |  |
|  | Madureira     | 0             |            |          |            |            |  |
|  | Madureira     | 0             |            |          |            |            |  |
|  |               |               |            |          |            |            |  |

| Bandera del estado de Río de Janeiro |
| Campeón                              |
| Fluminense 10.mo título              |

### Taça Río

#### Grupo B
| Pos. | Equipos     | PJ | PG | PE | PP | GF | GC | Dif. | Pts. |
| ---- | ----------- | -- | -- | -- | -- | -- | -- | ---- | ---- |
| 1.   | Botafogo    | 6  | 4  | 1  | 1  | 12 | 6  | +6   | 13   |
| 2.   | Flamengo    | 6  | 3  | 3  | 0  | 13 | 5  | +8   | 12   |
| 3.   | Nova Iguaçu | 6  | 3  | 1  | 2  | 7  | 6  | +1   | 10   |
| 4.   | Boavista    | 6  | 2  | 2  | 2  | 3  | 4  | -1   | 8    |
| 5.   | Madureira   | 6  | 1  | 2  | 3  | 8  | 10 | -2   | 5    |
| 6.   | Macaé       | 6  | 0  | 2  | 4  | 6  | 13 | -7   | 2    |

|  |                                             |
|  | Clasificados a la semifinal de la Taça Río. |
|  | Eliminados.                                 |

#### Grupo C
| Pos. | Equipos       | PJ | PG | PE | PP | GF | GC | Dif. | Pts. |
| ---- | ------------- | -- | -- | -- | -- | -- | -- | ---- | ---- |
| 1.   | Vasco da Gama | 6  | 3  | 3  | 0  | 8  | 4  | +4   | 12   |
| 2.   | Fluminense    | 6  | 3  | 2  | 1  | 12 | 8  | +4   | 11   |
| 3.   | Volta Redonda | 6  | 2  | 2  | 2  | 8  | 8  | 0    | 8    |
| 4.   | Portuguesa    | 6  | 2  | 2  | 2  | 7  | 11 | -4   | 8    |
| 5.   | Resende       | 6  | 1  | 1  | 4  | 5  | 8  | -3   | 4    |
| 6.   | Bangu         | 6  | 1  | 1  | 4  | 4  | 10 | -6   | 4    |

|  |                                             |
|  | Clasificados a la semifinal de la Taça Río. |
|  | Eliminados.                                 |

##### Resultados
- Los estadios y horarios de cada juego se encuentran en el fixture publicado por la FFERJ.[5]

- La hora de cada encuentro corresponde al huso horario correspondiente al Estado de Río de Janeiro (UTC-5).

| Botafogo    | 1 - 0 | Volta Redonda | Nilton Santos       | 9 de marzo  | 20:30 |
| Nova Iguaçu | 2 - 1 | Bangu         | Laranjão            | 11 de marzo | 15:30 |
| Flamengo    | 5 - 1 | Portuguesa    | Raulino de Oliveira | 11 de marzo | 18:30 |
| Madureira   | 1 - 1 | Resende       | Conselheiro Galvão  | 12 de marzo | 15:30 |
| Macaé       | 2 - 2 | Vasco da Gama | Nilton Santos       | 12 de marzo | 16:00 |
| Boavista    | 0 - 2 | Fluminense    | Elcyr Resende       | 12 de marzo | 19:00 |

| Bangu         | 0 - 0 | Boavista    | Moça Bonita         | 18 de marzo | 15:30 |
| Resende       | 0 - 1 | Flamengo    | Raulino de Oliveira | 18 de marzo | 18:30 |
| Portuguesa    | 2 - 1 | Macaé       | Moça Bonita         | 19 de marzo | 15:30 |
| Fluminense    | 1 - 3 | Nova Iguaçu | Giulite Coutinho    | 19 de marzo | 16:00 |
| Vasco da Gama | 0 - 0 | Botafogo    | Nilton Santos       | 19 de marzo | 18:30 |
| Volta Redonda | 3 - 2 | Madureira   | Raulino de Oliveira | 19 de marzo | 19:00 |

| Nova Iguaçu   | 0 - 0 | Portuguesa    | Laranjão            | 22 de marzo | 15:30 |
| Boavista      | 1 - 0 | Volta Redonda | Elcyr Resende       | 22 de marzo | 17:00 |
| Vasco da Gama | 1 - 0 | Madureira     | São Januário        | 22 de marzo | 19:30 |
| Flamengo      | 3 - 0 | Bangu         | Raulino de Oliveira | 22 de marzo | 21:45 |
| Macaé         | 1 - 2 | Resende       | Elcyr Resende       | 23 de marzo | 15:30 |
| Botafogo      | 2 - 3 | Fluminense    | Nilton Santos       | 23 de marzo | 21:45 |

| Portuguesa    | 2 - 0 | Madureira     | Moça Bonita         | 25 de marzo | 13:30 |
| Volta Redonda | 2 - 1 | Nova Iguaçu   | Raulino de Oliveira | 25 de marzo | 16:30 |
| Resende       | 0 - 1 | Boavista      | Raulino de Oliveira | 26 de marzo | 15:30 |
| Bangu         | 0 - 2 | Botafogo      | Moça Bonita         | 26 de marzo | 16:00 |
| Flamengo      | 2 - 2 | Vasco da Gama | Mané Garrincha      | 26 de marzo | 18:30 |
| Fluminense    | 3 - 0 | Macaé         | Giulite Coutinho    | 26 de marzo | 19:30 |

| Resende       | 0 - 1 | Nova Iguaçu | Los Lários          | 29 de marzo | 15:30 |
| Madureira     | 2 - 2 | Fluminense  | Moça Bonita         | 29 de marzo | 16:00 |
| Volta Redonda | 1 - 1 | Flamengo    | Raulino de Oliveira | 29 de marzo | 21:45 |
| Bangu         | 2 - 0 | Macaé       | Moça Bonita         | 30 de marzo | 15:30 |
| Portuguesa    | 1 - 4 | Botafogo    | Los Lários          | 30 de marzo | 19:30 |
| Vasco da Gama | 1 - 0 | Boavista    | São Januário        | 30 de marzo | 21:30 |

| Nova Iguaçu | 0 - 2 | Vasco da Gama | Moça Bonita        | 2 de abril | 16:00 |
| Fluminense  | 1 - 1 | Flamengo      | Kleber Andrade     | 2 de abril | 16:00 |
| Botafogo    | 3 - 2 | Resende       | Nilton Santos      | 2 de abril | 16:00 |
| Boavista    | 1 - 1 | Portuguesa    | Elcyr Resende      | 2 de abril | 16:00 |
| Madureira   | 3 - 1 | Bangu         | Conselheiro Galvão | 2 de abril | 16:00 |
| Macaé       | 2 - 2 | Volta Redonda | Los Lários         | 2 de abril | 16:00 |

#### Fase final
|  | Semifinales    | Semifinales    |          |               | Final       | Final       |  |
|  | 8 y 9 de abril | 8 y 9 de abril |          |               | 16 de abril | 16 de abril |  |
|  |                |                |          |               |             |             |  |
|  |                |                |          |               |             |             |  |
|  | Vasco da Gama  | 0              |          |               |             |             |  |
|  | Vasco da Gama  | 0              |          |               |             |             |  |
|  | Flamengo       | 0              |          |               |             |             |  |
|  | Flamengo       | 0              |          | Vasco da Gama | 2           |             |  |
|  |                |                |          | Vasco da Gama | 2           |             |  |
|  |                |                | Botafogo | 0             |             |             |  |
|  | Botafogo       | 3              | Botafogo | 0             |             |             |  |
|  | Botafogo       | 3              |          |               |             |             |  |
|  | Fluminense     | 1              |          |               |             |             |  |
|  | Fluminense     | 1              |          |               |             |             |  |
|  |                |                |          |               |             |             |  |

| Bandera del estado de Río de Janeiro |
| Campeón                              |
| Vasco da Gama 10.mo título           |

## Fase final
Esta fase final la jugarán el campeón de la Taça Guanabara, el campeón de la Taça Río y los dos mejores posicionados en la tabla general.
|  | Semifinales      | Semifinales      |          |            | Final                   | Final                   | Final                   |  |
|  | 22 y 23 de abril | 22 y 23 de abril |          |            | 30 de abril y 7 de mayo | 30 de abril y 7 de mayo | 30 de abril y 7 de mayo |  |
|  |                  |                  |          |            |                         |                         |                         |  |
|  |                  |                  |          |            |                         |                         |                         |  |
|  | Fluminense       | 3                |          |            |                         |                         |                         |  |
|  | Fluminense       | 3                |          |            |                         |                         |                         |  |
|  | Vasco da Gama    | 0                |          |            |                         |                         |                         |  |
|  | Vasco da Gama    | 0                |          | Fluminense | 0                       | 1                       |                         |  |
|  |                  |                  |          | Fluminense | 0                       | 1                       |                         |  |
|  |                  |                  | Flamengo | 1          | 2                       |                         |                         |  |
|  | Flamengo         | 2                | Flamengo | 1          | 2                       |                         |                         |  |
|  | Flamengo         | 2                |          |            |                         |                         |                         |  |
|  | Botafogo         | 1                |          |            |                         |                         |                         |  |
|  | Botafogo         | 1                |          |            |                         |                         |                         |  |
|  |                  |                  |          |            |                         |                         |                         |  |

### Semifinales
| 22 de abril de 2017, 19:00 | Fluminense                                 | 3:0 (0:0) | Vasco da Gama | Estadio Maracanã, Río de Janeiro |  |
|                            | Richarlison 50' · Wellington 55' · Léo 66' | Reporte   |               |                                  |  |

| 23 de abril de 2017, 16:00 | Flamengo                | 2:1 (0:0) | Botafogo        | Estadio Maracanã, Río de Janeiro |  |
|                            | Guerrero 49', 65' (pen) | Reporte   | 87' (pen) Sassá |                                  |  |

### Final
| 30 de abril de 2017, 16:00 | Fluminense | 0:1 (0:1) | Flamengo    | Estadio Maracanã, Río de Janeiro |  |
|                            |            | Reporte   | 33' Éverton |                                  |  |

| 7 de mayo de 2017, 16:00 | Flamengo                     | 2:1 (0:1) | Fluminense          | Estadio Maracanã, Río de Janeiro |  |
|                          | Guerrero 84' · Rodinei 90+5' |           | 3' Henrique Dourado |                                  |  |

| Bandera del estado de Río de Janeiro |
| Campeón                              |
| Flamengo 34.to título                |

## Tabla general
Para la definición de la clasificación general, se excluye los puntos obtenidos en la Fase preliminar, en la semifinal y final de la Taça Guanabara, igualmente en la Taça Río y la Final del campeonato carioca. Al final de la disputa, el campeón y el subcampeón ocuparan el primer y segundo lugar independientemente de la cantidad de puntos obtenidos. El 3.º y 4.º serán los otros dos semifinalistas del campeonato. Del 5.º al 12.º serán los ocho equipos eliminados en la fase principal que no se clasificaron para la fase final. Del 13 al 16 serán los equipos que disputarán el cuadrangular de descenso.
| Pos. | Equipos          | Pts | PJ | PG | PE | PP | GF | GC | DG  | Clasificación                                                                             |
| ---- | ---------------- | --- | -- | -- | -- | -- | -- | -- | --- | ----------------------------------------------------------------------------------------- |
| 1    | Flamengo         | 27  | 11 | 8  | 3  | 0  | 30 | 7  | +23 | Finalistas y clasificados para la Copa de Brasil 2018                                     |
| 2    | Fluminense       | 26  | 11 | 8  | 2  | 1  | 26 | 8  | +18 | Finalistas y clasificados para la Copa de Brasil 2018                                     |
| 3    | Vasco da Gama    | 21  | 11 | 6  | 3  | 2  | 14 | 10 | +4  | Eliminados en semifinales y clasificados para la Copa de Brasil 2018                      |
| 4    | Botafogo         | 20  | 11 | 6  | 2  | 3  | 19 | 14 | +5  | Eliminados en semifinales y clasificados para la Copa de Brasil 2018                      |
| 5    | Nova Iguaçu      | 16  | 11 | 4  | 4  | 3  | 12 | 13 | –1  | Eliminados en la fase principal y clasificados para el Serie D 2018                       |
| 6    | Madureira        | 15  | 11 | 4  | 3  | 4  | 13 | 15 | –1  | Eliminados en la fase principal y clasificados para el Serie D 2018                       |
| 7    | Volta Redonda    | 14  | 11 | 3  | 5  | 3  | 15 | 17 | –2  | Eliminados en la fase principal                                                           |
| 8    | Boavista         | 12  | 11 | 3  | 3  | 5  | 9  | 13 | –4  | Eliminados en la fase principal                                                           |
| 9    | Portuguesa       | 10  | 11 | 2  | 4  | 5  | 12 | 22 | –10 | Eliminados en la fase principal                                                           |
| 10   | Bangu            | 9   | 11 | 2  | 3  | 6  | 9  | 20 | –11 | Eliminados en la fase principal                                                           |
| 11   | Resende          | 8   | 11 | 2  | 2  | 7  | 10 | 14 | –4  | Eliminados en la fase principal que disputarán la fase preliminar de la Serie A 2018      |
| 12   | Macaé            | 2   | 11 | 0  | 2  | 9  | 9  | 25 | –16 | Eliminados en la fase principal que disputarán la fase preliminar de la Serie A 2018      |
| 13   | Cabofriense      | 16  | 6  | 5  | 1  | 0  | 15 | 4  | +11 | Equipos del cuadrangular de descenso que disputarán la fase preliminar de la Serie A 2018 |
| 14   | Bonsucesso       | 8   | 6  | 2  | 2  | 2  | 5  | 4  | +1  | Equipos del cuadrangular de descenso que disputarán la fase preliminar de la Serie A 2018 |
| 15   | Campos           | 6   | 6  | 1  | 3  | 2  | 8  | 10 | –2  | Equipos del cuadrangular de descenso que descendieron a la Serie B1 2017                  |
| 16   | Tigres do Brasil | 2   | 6  | 0  | 2  | 4  | 4  | 14 | –10 | Equipos del cuadrangular de descenso que descendieron a la Serie B1 2017                  |

## Cuadrangular de descenso

### Grupo X
| Pos. | Equipos          | PJ | PG | PE | PP | GF | GC | Dif. | Pts. |
| ---- | ---------------- | -- | -- | -- | -- | -- | -- | ---- | ---- |
| 1.   | Cabofriense      | 6  | 5  | 1  | 0  | 15 | 4  | +11  | 16   |
| 2.   | Bonsucesso       | 6  | 2  | 2  | 2  | 5  | 4  | +1   | 8    |
| 3.   | Campos           | 6  | 1  | 3  | 2  | 8  | 10 | -2   | 6    |
| 4.   | Tigres do Brasil | 6  | 0  | 2  | 4  | 4  | 14 | -10  | 2    |

|  |                                                  |
|  | Descendidos al Campeonato Carioca Serie B1 2018. |

### Resultados
- Los estadios y horarios de cada juego se encuentran en el fixture publicado por la FFERJ.[6]
- La hora de cada encuentro corresponde al huso horario correspondiente al Estado de Río de Janeiro (UTC-5).

| Campos      | 2 - 2 | Tigres do Brasil | Elcyr Resende    | 4 de febrero | 13:30 |
| Cabofriense | 2 - 1 | Bonsucesso       | Antonio Medeiros | 5 de febrero | 13:30 |

| Bonsucesso       | 1 - 0 | Campos      | Bariri     | 11 de febrero | 13:30 |
| Tigres do Brasil | 0 - 4 | Cabofriense | Los Lários | 11 de febrero | 13:30 |

| Campos           | 1 - 1 | Cabofriense | Antonio Medeiros | 18 de febrero | 13:30 |
| Tigres do Brasil | 0 - 2 | Bonsucesso  | Los Lários       | 18 de febrero | 13:30 |

| Bonsucesso       | 0 - 1 | Cabofriense | Bariri     | 22 de febrero | 13:30 |
| Tigres do Brasil | 1 - 3 | Campos      | Los Lários | 22 de febrero | 13:30 |

| Cabofriense | 3 - 1 | Tigres do Brasil | Antonio Medeiros | 4 de marzo | 13:30 |
| Campos      | 1 - 1 | Bonsucesso       | Correão          | 4 de marzo | 13:30 |

| Bonsucesso  | 0 - 0 | Tigres do Brasil | Correão     | 11 de marzo | 13:30 |
| Cabofriense | 4 - 1 | Campos           | Moça Bonita | 11 de marzo | 13:30 |

## Goleadores
| Jugador          | Equipos     | Goles |
| ---------------- | ----------- | ----- |
| Paolo Guerrero   | Flamengo    | 10    |
| Adriano Ferreira | Nova Iguaçu | 9     |
| Max              | Cabofriense | 8     |
| Richarlison      | Fluminense  | 8     |
| Henrique Dourado | Fluminense  | 7     |
| Marlon           | Nova Iguaçu | 6     |
| Anderson Manga   | Campos      | 5     |
| Pedro Henrique   | Cabofriense | 5     |
| Sassá            | Botafogo    | 5     |
| Willian Bersan   | Campos      | 5     |

Fuente: Goleadores del Campeonato Carioca